# Méridien de Bruxelles

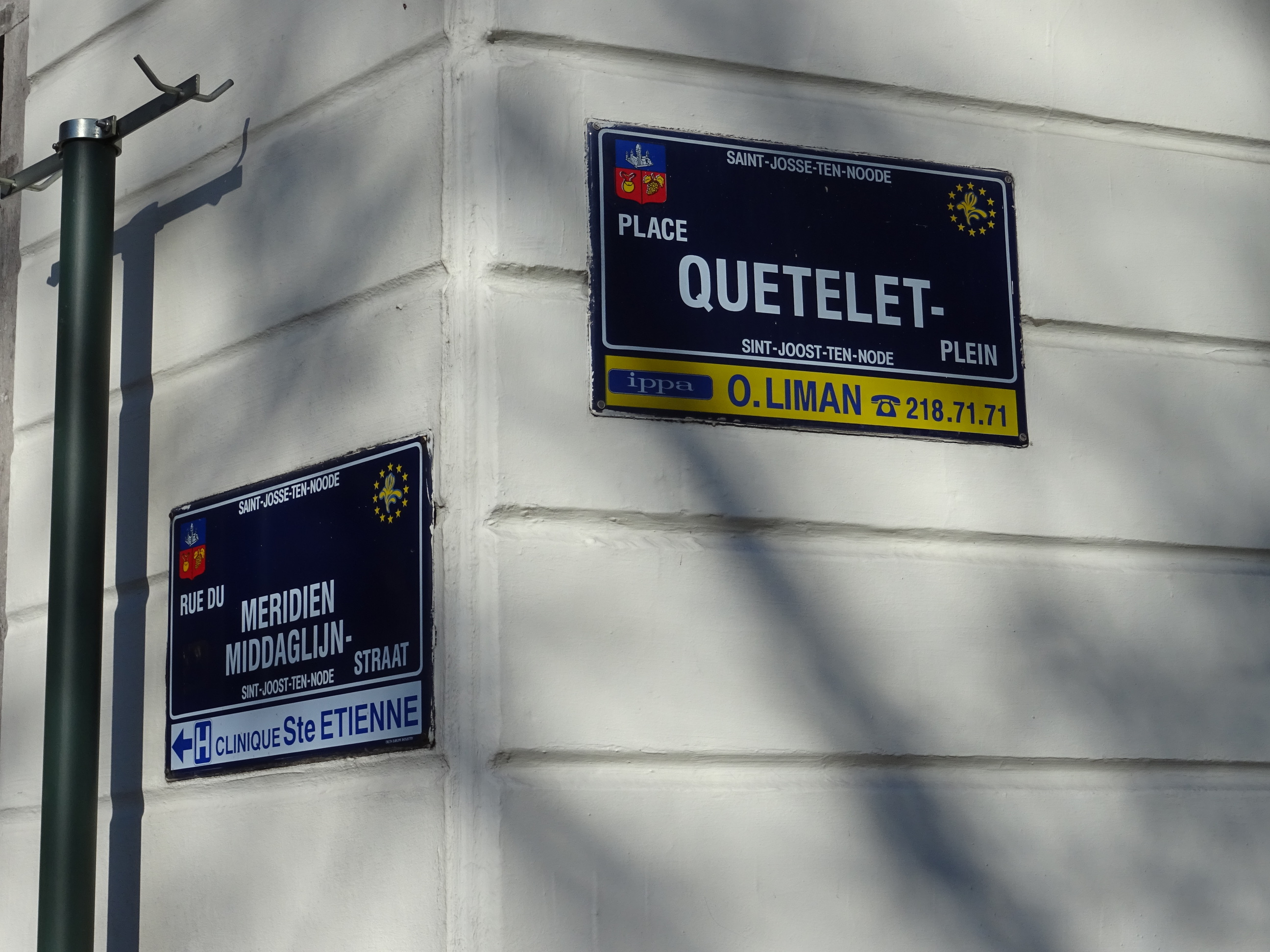
Bout de la rue du Méridien sur la place Quetelet, en face de l'ancien observatoire.

Le méridien de Bruxelles est un méridien référence qui passe par l'ancien Observatoire royal de Belgique, au sud de la rue du Méridien à Saint-Josse-ten-Noode.
Il est situé à 4° 22' 4.71" (4,367975°) à l'est de celui de Greenwich. Il est encore utilisé pour le système géodésique belge, Belgium Datum 1950 (BD50) avec l'ellipsoïde de Heyford (en) (International ellipsoid 1924) mais en 1972, l'observatoire royal de Belgique a déménagé à Uccle et la longitude du point fondamental de BD72 est désormais 4° 21' 57,704" E (4.3569397),.
À ne pas confondre avec la méridienne de Bruxelles, destinée à synchroniser les horloges et située dans la Cathédrale Saints-Michel-et-Gudule de Bruxelles. Elle se trouve non loin de là, légèrement à l'ouest du méridien. Sa longitude n'est pas significative, la méridienne sert juste à définir l'heure de Bruxelles, en 1836. C'est la première des dix méridiennes de Quetelet.

## Détermination de la longitude du méridien de Bruxelles en 1841
En 1841, Adolphe Quetelet, s'attèle à déterminer la différence de longitude entre son observatoire et l'Observatoire royal de Greenwich au moyen de mesures astronomiques. Il échange des chronomètres qui voyagent en train jusqu'à Anvers où ils prennent le bateau pour Greenwich et observe le passage d'étoiles de diverses constellations. Il trouve un écart, en temps, de 17 minutes et 27,6 secondes. 

## Histoire de la méridienne
La méridienne de Bruxelles a été installée le 22 février 1836 par le mathématicien et astronome belge Adolphe Quetelet. Elle fait partie d'une série répartie dans tout le pays. Les lieux choisis sont vastes, pour plus de précision, et accessibles au public qui peut venir y régler sa montre (à midi les jours ensoleillés).
Dans le pavement de la Cathédrale Saints-Michel-et-Gudule se trouve un fil de cuivre témoin.
Des clous de cuivre indiquent l'emplacement où viennent frapper les rayons du soleil aux solstices.
Un petit trou dans le vitrail dit de Marie de Hongrie (transept sud), juste sous la jambe du roi Louis II de Hongrie, laisse passer les rayons du soleil.

La méridienne servait à synchroniser les horaires des trains.
Le temps uniforme sur un fuseau horaire n'apparaîtra, en Angleterre qu'en 1847.

La Méridienne de Bruxelles
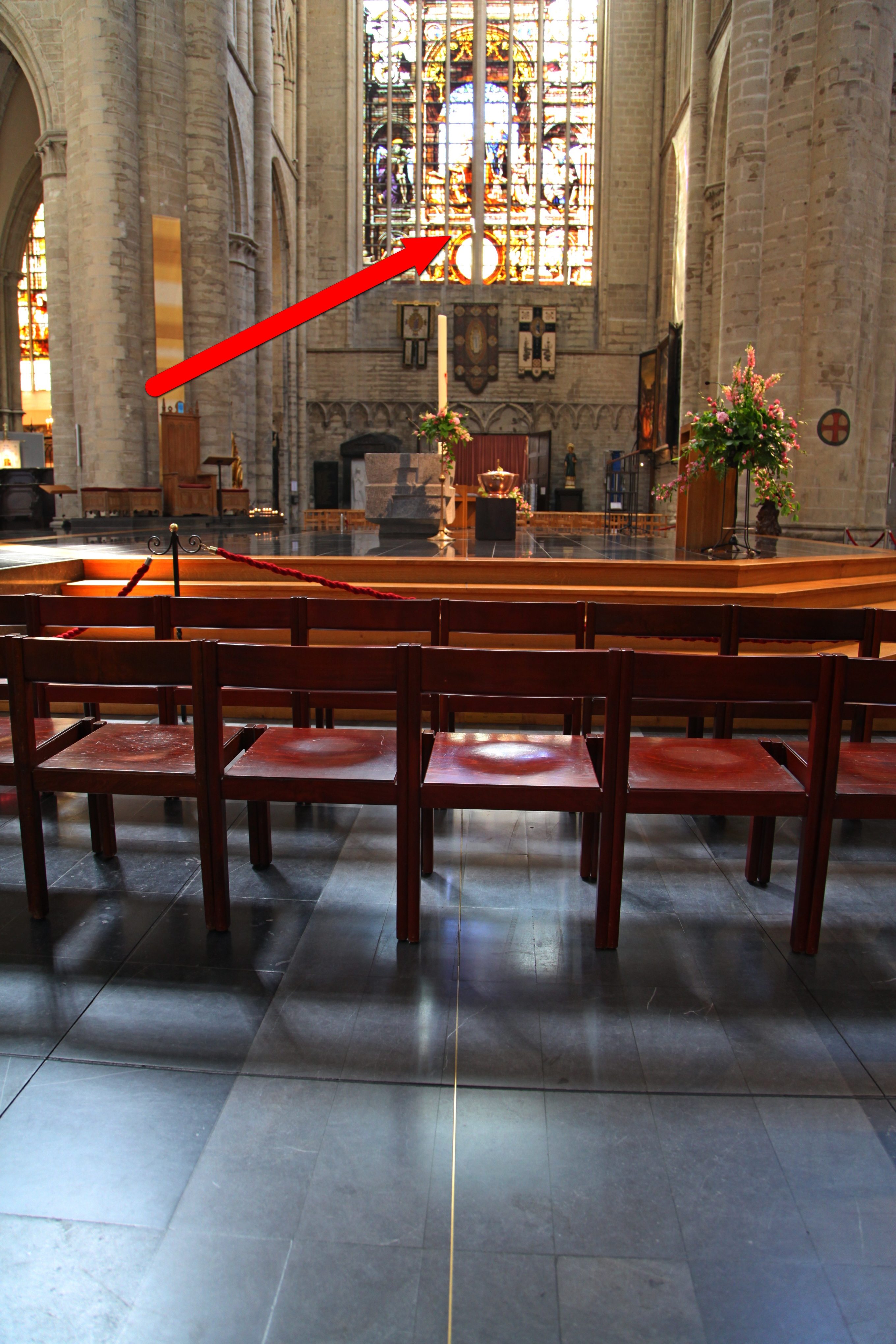
Le tracé au sol et le vitrail avec l'oculus (flêche)
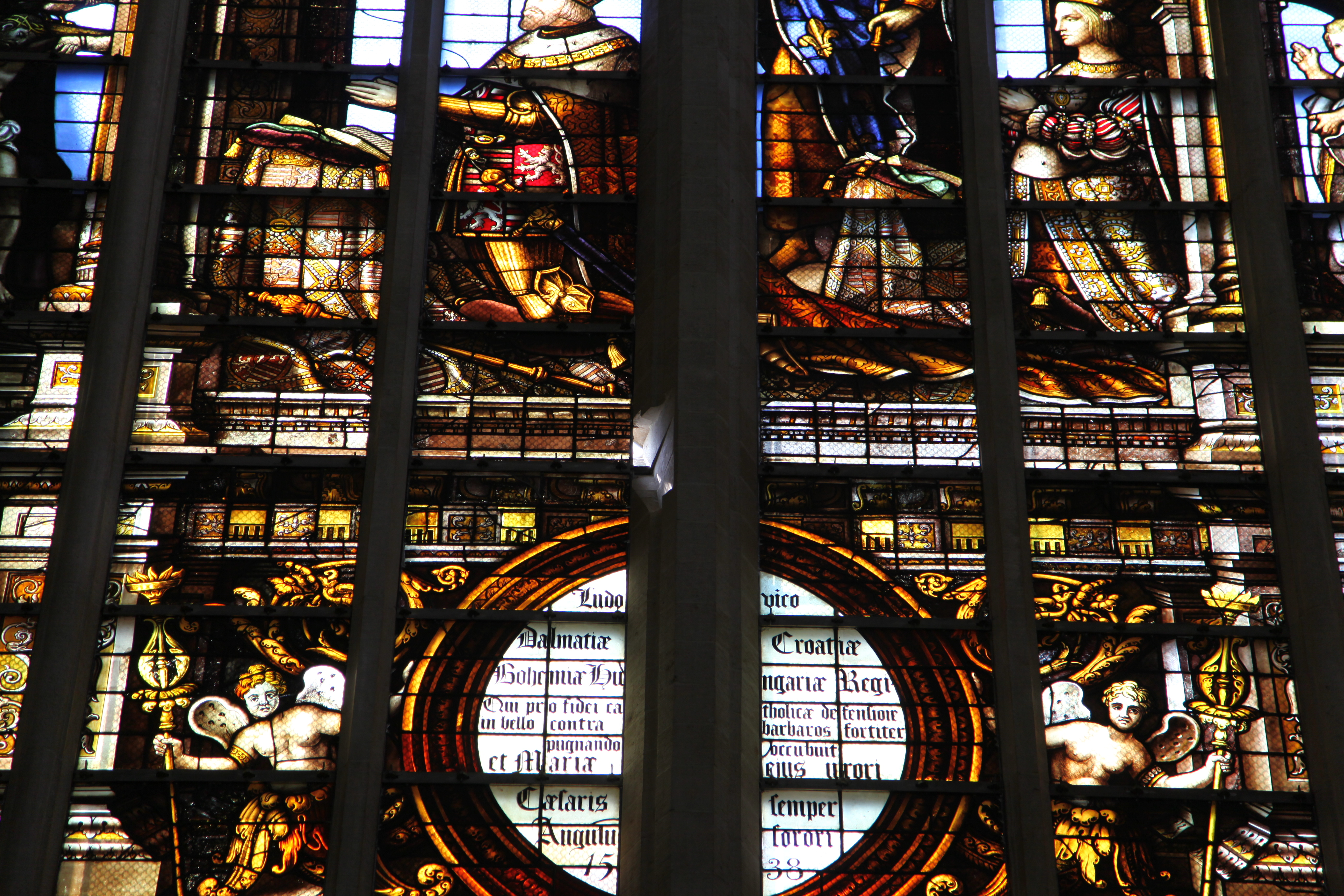
L'oculus en détail
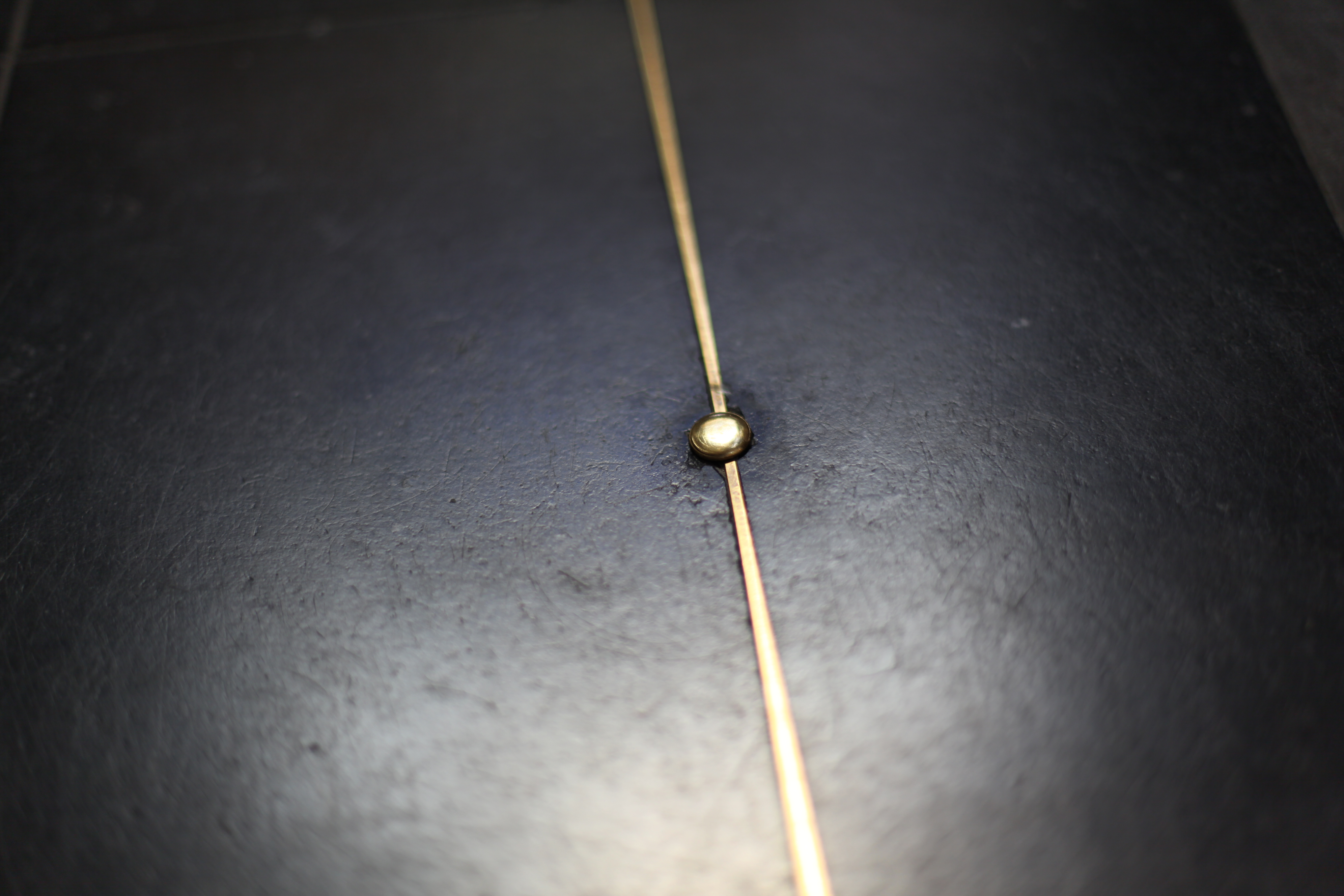
Un clou de repère de solstice